# Letectvo a protivzdušná obrana Turkmenistánu

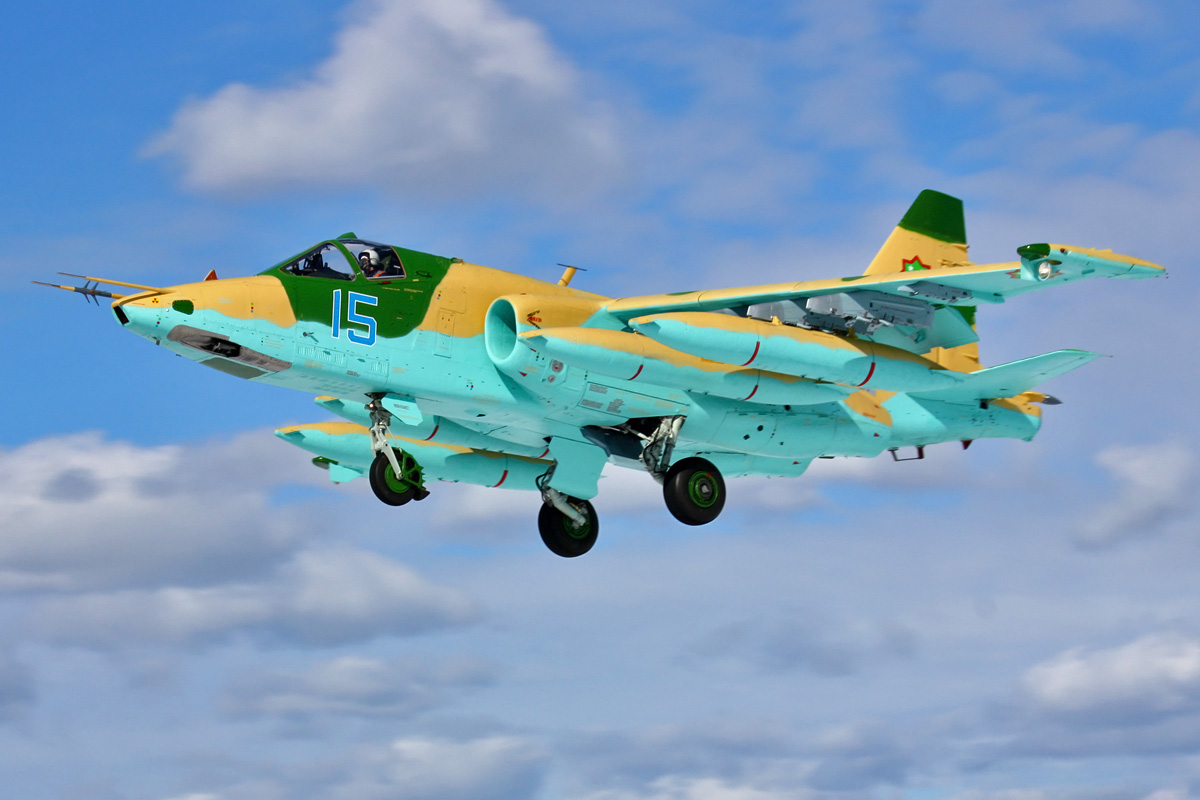
Turkmenský Su-25.

Letectvo a protivzdušná obrana Turkmenistánu je letecká složka ozbrojených sil Turkmenistánu.

## Přehled letecké techniky
Tabulka obsahuje přehled letecké techniky ozbrojených sil Turkmenistánu podle Flightglobal.com.
| Název                          | Původ          | Určení                   | Verze          | V aktivní službě | Poznámky       |
| Bojové letouny                 | Bojové letouny | Bojové letouny           | Bojové letouny | Bojové letouny   | Bojové letouny |
| ------------------------------ | -------------- | ------------------------ | -------------- | ---------------- | -------------- |
| MiG-29                         | Sovětský svaz  | stíhací letoun           |                | 24               |                |
| Suchoj Su-25                   | Sovětský svaz  | bitevní letoun           |                | 20               |                |
| Dopravní a transportní letouny |                |                          |                |                  |                |
| Antonov An-26                  | Sovětský svaz  | lehký transportní letoun |                | 1                |                |
| Antonov An-74                  | Ukrajina       | transportní letoun       |                | 2                |                |
| Vrtulníky                      |                |                          |                |                  |                |
| Mil Mi-8                       | Sovětský svaz  | transportní vrtulník     |                | 15               |                |
| Mil Mi-24                      | Sovětský svaz  | bitevní vrtulník         |                | 10               |                |